# أونياو ليريا
نادي أونياو ليريا (بالبرتغالية:União de Leiria) ، واسمه الكامل "أونياو ديسبورتيفا دي ليريا (بالبرتغالية:
União Desportiva de Leiria) هو نادي رياضي لكرة القدم في البرتغال ، وأسس النادي في مدينة ليريا البرتغالية بتاريخ 6 يونيو 1966م.
يلعب في الدوري البرتغالي الدرجة الثانية لكرة القدم لموسم 2012-2013 .

## إنجازاته
- الدوري البرتغالي الدرجة الثانية موسم 1997-1998.
- الدوري البرتغالي الدرجة الثالثة موسم 1980-1981.
- وصل لنهائي كأس البرتغال عام 2003.
- حصل على المركز الخامس في الدوري البرتغالي الممتاز مرتين مواسم 2000-2001 و2002-2003.[1]

## هبوطه
دخل النادي في أزمة مالية أثرت بشكل كبير على وضع الفريق، وبدأ مستواه في التراجع خلال موسم 2011-2012 أن الفريق لعب إحدى مباريات الدوري البرتغالي الممتاز بسبعة لاعبين فقط وحصل على المركز الأخير ليهبط إلى مصاف أندية الدرجة الثانية المنطقة الجنوبية.

## أشهر النجوم السابقيين
جوزيه مورينيو
هوغو ألميدا 
عبد الله الحافظ 

## وصلات خارجية
- الموقع الرسمي (بالبرتغالية)
- Frente Leiria, fansite (بالبرتغالية)
- União Leiria blog (بالبرتغالية)